# Ludmila Vachtová

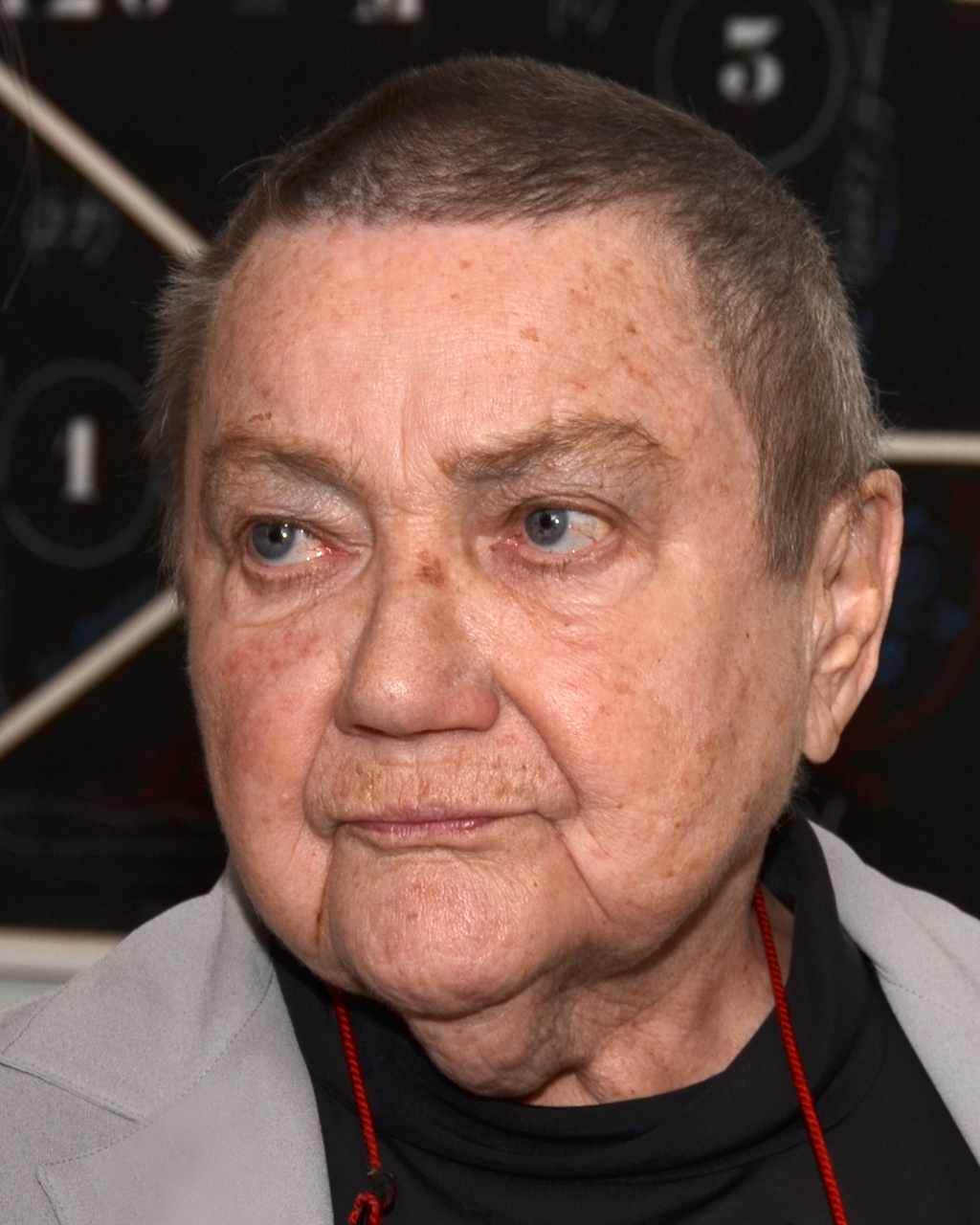
Ludmila Vachtová (2018)

Ludmila Vachtová (* 24. September 1933 in Beroun, Tschechoslowakei; † 23. Juli 2020 in Zürich) war eine tschechisch-schweizerische Kunsthistorikerin, Kunstkritikerin, Kuratorin und Übersetzerin.

## Leben
Ludmila Vachtová studierte nach ihrem Schulabschluss im Jahr 1951 Kunsterziehung an der Fakultät für Bildungswissenschaften der Karlsuniversität Prag. 1954 schloss sie ihr Studium mit zwei Diplomarbeiten, Allegorie und Symbol in der tschechischen Barockskulptur und Renaissance-Skulptur in Böhmen, ab. In der Folge schrieb sie für die Zeitschriften Umění umění, Knižní kultura und Umění a řemesla. Von 1957 bis 1963 studierte sie Kunstgeschichte und promovierte mit einer Arbeit über František Kupka. 1964 lehrte sie am Institut für Journalismus der Philosophischen Fakultät der Masaryk-Universität über die Geschichte der modernen Kunst. Ab 1966 war sie Mitglied der International Association of Art Critics AICA. In den 1960er Jahren kuratierte Vachtová in der Galerie am Karlsplatz und der Platýz-Galerie in Prag. Ihren zukünftiger Ehemann, den Bildhauer Florin Granwehr (1942–2019) lernte sie 1968 kennen, der Prag aus der Schweiz zum ersten Mal besuchte, um die sowjetische Invasion mitzuerleben. Vachtová und Granwehr heirateten 1969; die Kunsthistorikerin blieb aber aus beruflichen Gründen vorerst in Prag.
Nachdem das kommunistische Regime ihre Verträge für bevorstehende Veröffentlichungen (unveröffentlichte Manuskripte: Zdeněk Sklenář, Odeon, Abstrakte Kunst, Obelisk, Constantin Brancusi) verbot und ihren Pass zurückzog, reiste sie im Dezember 1972 in die Schweiz, um ihren Mann zu besuchen und lebte fortan mit ihm in Zürich, sie arbeitete als Kuratorin für Ausstellungen und Kunstkritikerin der Zeitungen Neue Zürcher Zeitung (1974–1982), Tages-Anzeiger (1983–1989), Frankfurter Allgemeine Zeitung (1982–1989) und für die Weltwoche (1990–2006). Von 1975 bis 1976 lehrte sie an der Kunstgewerbeschule Zürich Geschichte der modernen Kunst, 1980 an der Universität Zürich Geschichte der russischen Kunst.
Von 1987 bis 2000 war sie Vorsitzende der Jury der «Kiefer Hablitzel Stiftung», die Stipendien für angehende Künstler vergibt. Von 1998 bis 2004 fungierte sie im Stiftungsrat der Roswitha Haftmann Stiftung in Zürich. Sie veröffentlichte zahlreiche Künstlermonografien.

## Publikationen (Auswahl)
Als Autorin/Co-Autorin/Herausgeberin
- mit Hugo Loetscher, Friedrich Dürrenmatt, Ulrich Weber, Patrizia Guggenheim, Charlotte Kerr Dürrenmatt, Tobias Eichelberger: Varlin - Dürrenmatt: Horizontal. Hrsg. Centre Dürrenmatt Neuchâtel. Verlag Scheidegger & Spiess, Zürich 2020, ISBN 978-38-5881-165-3.
- mit Lauren Barnes, Adam Budak, James Boaden, Anna Fricke, Peter Pakesch und Kasia Redzisz: Maria Lassnig. Nationalgalerie, Prag 2018, ISBN 978-80-7035-674-6.
- Karl Jakob Wegmann – Die Signatur der Ehrlichkeit. Scheidegger & Spiess, Zürich 2015, ISBN 978-38-5881-462-3.[7]
- mit Jindrich Toman, George Waldes, Kupka – Waldes: The Artist and His Collector (englisch), Divus, 2014, ISBN 978-8-0864-5081-0
- mit Simon Maurer: Klaudia Schifferle: Sumsum im Universum. Verlag Moderne Kunst Nürnberg 2011, ISBN 978-38-6984-155-7.
- Teď. Práce Evy Kmentové, Prag 2006, ISBN 80-86300-59-5.
- Roswitha Haftmann – Leben und Vermächtnis. Hrsg. Roswitha Haftmann-Stiftung Zürich, Verlag Scheidegger & Spiess, Zürich/Frankfurt a. M. 2000, ISBN 3-85881-129-7.
- Eigentum ohne Besitz – Hanny Fries. Verlag Neue Zürcher Zeitung 1999. ISBN 978-3-8582-3757-6.
- Unterwegs zur Kunst im Universitätsspital Zürich. Hrsg. Universitätsspital Zürich, Texte: Ludmila Vachtova ... et al. Universitätsspital Zürich, Zürich 1996.
- Die Mansarde – Die Wandmalereien aus der Berner Laubeggstraße. Friedrich Dürrenmatt, Essay: Ludmila Vachtova. Hrsg. vom Schweizerisches Literaturarchiv Bern. Diogenes Verlag, Zürich 1995, ISBN 978-3-257-02052-6.
- Walter Linck 1903–1975. Kunsthaus Zürich, Zürich 1990.
- Woher – wohin – Kunst * Zürich. Konzept und Katalog: Ludmila Vachtova. Hrsg. Präsidialabteilung der Stadt Zürich, Zürich 1988. Ausstellung vom 4. Dezember 1988 bis 8. Januar 1989, Kunsthaus Zürich, Shedhalle, Museum für Gestaltung.
- Vincenzo Baviera. Arbeiten 1981–1985. Katalog zur Ausstellung im Kunstmuseum Winterthur. Regenbogenverlag, Zürich/Winterthur 1985.
- Gottlieb Kurfiss. ABC Verlag, Zürich 1982, ISBN 978-3-8550-4074-2.
- Roland Jung. Arbeiten aus den Jahren 1977–79. Text: Ludmila Granwehr-Vachtova. Ausstellungen, Zweites Deutsches Fernsehen, Mainz, 2. Biennale der deutschen Tapisserie, Osnabrück. Eco-Verlag, Zürich 1980.
- mit Friedrich Dürrenmatt, Max Frisch, Jürg Federspiel, Manuel Gasser, Hugo Loetscher: Varlin. Edition Scheidegger im Verlag Huber, 1978, ISBN 3-719306-18-6.
- František Kupka. Odeon, Prag 1968.
- Frank Kupka (englisch), Thames & Hudson, London 1968, ISBN 978-0-5000-9048-0
- mit M. Lukeš: Kostümentwürfe für die Bühne – moderne Figurinen von F. Tröster und Mitarbeitern. Atrium, Prag 1962.

## Auszeichnungen
- 1968: Antonín-Matějček-Preis, Kunstkritikerpreis
- 1993: Preis des Bundesamtes für Kultur im Berner Werkjahr für Kunstkritik
- 2001: Revolver-Revue-Preis
- 2007: Zweiter Preis im Wettbewerb «Die schönsten tschechischen Bücher des Jahres 2006» (Bücher über Bildende Kunst, bildliche und fotografische Veröffentlichungen) für das Buch Now. Die Arbeit von Eva Kmentová.

## Zitate
- Freundeskreis Florin Granwehr/Ludmila Vachtova: «… eine höchst profilierte und engagierte Publizistin und Kunstkritikerin, die über Jahrzehnte hinweg präzise und luzid die Debatte über Sinn und Qualität der Kunst aufrecht hielt.»[8]
- Ewa Hess: «Ihre integere Feder, ihr Schalk, ihre Unnachgiebigkeit waren auf den Redaktionen legendär, und sie blieben ein unnachahmliches Gesamtkunstwerk.»[9]